# How To Destroy Angels
How To Destroy Angels é uma banda formada por Trent Reznor, mentor do Nine Inch Nails, sua esposa Mariqueen Maandig e Atticus Ross, que colaborou em álbuns do Nine Inch Nails e, juntamente com 
Reznor, compôs a trilha sonora para o filme A Rede Social, vencedora do Oscar e do Globo de Ouro em 2011. Rob Sheridan é o diretor de arte do grupo.
O nome do grupo deve-se a um single de 1984 da banda industrial Coil, também denominado How To Destroy Angels.
O primeiro lançamento da banda, um EP contendo seis canções, foi lançado em 01 de junho de 2010 e está disponível para download gratuito no site oficial. A banda lançou uma faixa do álbum, "A Drowning", como um single digital. Uma segunda música, "The Space in Between", estreou sob a forma de um vídeo no Pitchfork em 14 de Maio de 2010. O vídeo foi dirigido por Rupert Sanders. Ambas as faixas foram lançadas como arquivos de áudio multitrack.
Uma terceira faixa, "The Believers", foi disponibilizada através do app da revista Wired para iPad, juntamente com uma análise da música, e também através de um download digital gratuito no site oficial.
De acordo com Trent Reznor, em entrevista à Times Talk, a banda está trabalhando em um EP com material novo, a ser lançado em 2011, possivelmente no verão.

## Lançamentos
Estúdio
- Welcome Oblivion (2013)

EPs
- How To Destroy Angels[9] (2010)
- An Omen (2012)

Singles
- "A Drowning" (2010)

Vídeos musicais
- "The Space in Between" (dir: Rupert Sanders)[12] (2010)